# 马顿·维维安娜
马顿·维维安娜（匈牙利語：Márton Viviana，2006年2月16日—），匈牙利女子跆拳道运动员。她曾代表匈牙利参加2024年夏季奥林匹克运动会跆拳道比赛，获得女子67公斤级金牌。她也曾参加2023年欧洲运动会。